# Rychely
Rychely Cantanhede de Oliveira , plus communément appelé Rychely, est un footballeur brésilien né le 6 août 1987.